# Stazione di Rikuzen-Sannō
La stazione di Rikuzen-Sannō (陸前山王駅?, Rikuzen-Sannō-eki) è una stazione ferroviaria situata nella città di Tagajō, nella prefettura di Miyagi, ed è servita dalla linea principale Tōhoku della JR East ed è origine per la linea merci ferrovia portuale di Sendai.

## Linee ferroviarie
East Japan Railway Company
■ Linea principale Tōhoku
Ferrovia portuale di Sendai
Ferrovia portuale di Sendai (servizio merci)

## Struttura
La stazione è dotata di un marciapiede a isola centrale e uno laterale con tre binari passanti in superficie, ed è dotata di tornelli di accesso automatici e supporto alla biglietteria elettronica Suica.
| 1 | ■ Linea principale Tōhoku | per Shiogama, Matsushima, Kogota e Ichinoseki |
| 2 | ■ Linea principale Tōhoku | Binario di servizio                           |
| 3 | ■ Linea principale Tōhoku | per Sendai, Shiroishi e Fukushima             |

## Stazioni adiacenti
| «                                                   | Servizio                | »                       |
| Linea principale Tōhoku                             | Linea principale Tōhoku | Linea principale Tōhoku |
| --------------------------------------------------- | ----------------------- | ----------------------- |
| Iwakiri                                             | Locale                  | Kokufu-Tagajō           |
| Il Rapido "Sanriku" e il Rapido diretto non fermano |                         |                         |